# 용의자 (1983년 영화)
《용의자》(영어: Eureka)는 영국과 미국에서 제작된 니컬러스 로그 감독의 1982년 심리 드라마 영화이다. 진 해크먼 등이 출연하였고, 제러미 토머스 등이 제작에 참여하였다.

## 출연
- 진 해크먼
- 테리사 러셀
- 륏허르 하우어르
- 제인 라포테어
- 미키 루크
- 에드 로터
- 조 페시
- 헬레나 칼리아니오테스
- 조 스피넬
- 제임스 포크너
- 코린 레드그레이브
- 캐번 켄들

## 기타 제작진
- 협력 제작: 팀 밴렐림
- 미술: 마이클 시모어
- 의상: 마릿 앨런